# George Burford
George Henry Burford, né le 28 décembre 1875 à Kidderminster en Angleterre et mort en 1931 à Brockton au Massachusetts, est un entraîneur anglais de football ayant été le deuxième sélectionneur de l'équipe des États-Unis de soccer.

## Biographie
Durant l'année 1921, il est l'entraîneur du Polonia Varsovie, en Pologne.
George Burford est ensuite à la tête de l'équipe des États-Unis de soccer lors de six rencontres en 1924 et 1928. Son bilan est plutôt équilibré avec une sélection qui commence à découvrir les rencontres internationales. Il remporte deux des quatre rencontres, perdant les deux autres en 1924 et poursuit en 1928 avec un match nul et une défaite. Le premier de ces deux derniers matchs a lieu lors des Jeux olympiques 1928 où les Américains s'inclinent lourdement sur le score de 11-2 face aux Argentins qui les éliminent donc de la compétition. La deuxième rencontre est un match nul 3-3 face à la Pologne.
Burford est également en 1920 l'entraîneur de la sélection olympique polonaise qui finit alors par avorter.
Il est aussi coordinateur en fitness pour de nombreuses organisations comme Pennsylvania Railroad YMCA et Boston Public Schools.